# Ка дел Пела (Модена)
Ка дел Пела је насеље у Италији у округу Модена, региону Емилија-Ромања.
Према процени из 2011. у насељу је живело 4 становника. Насеље се налази на надморској висини од 1338 м.